# Торгівля ацтеків

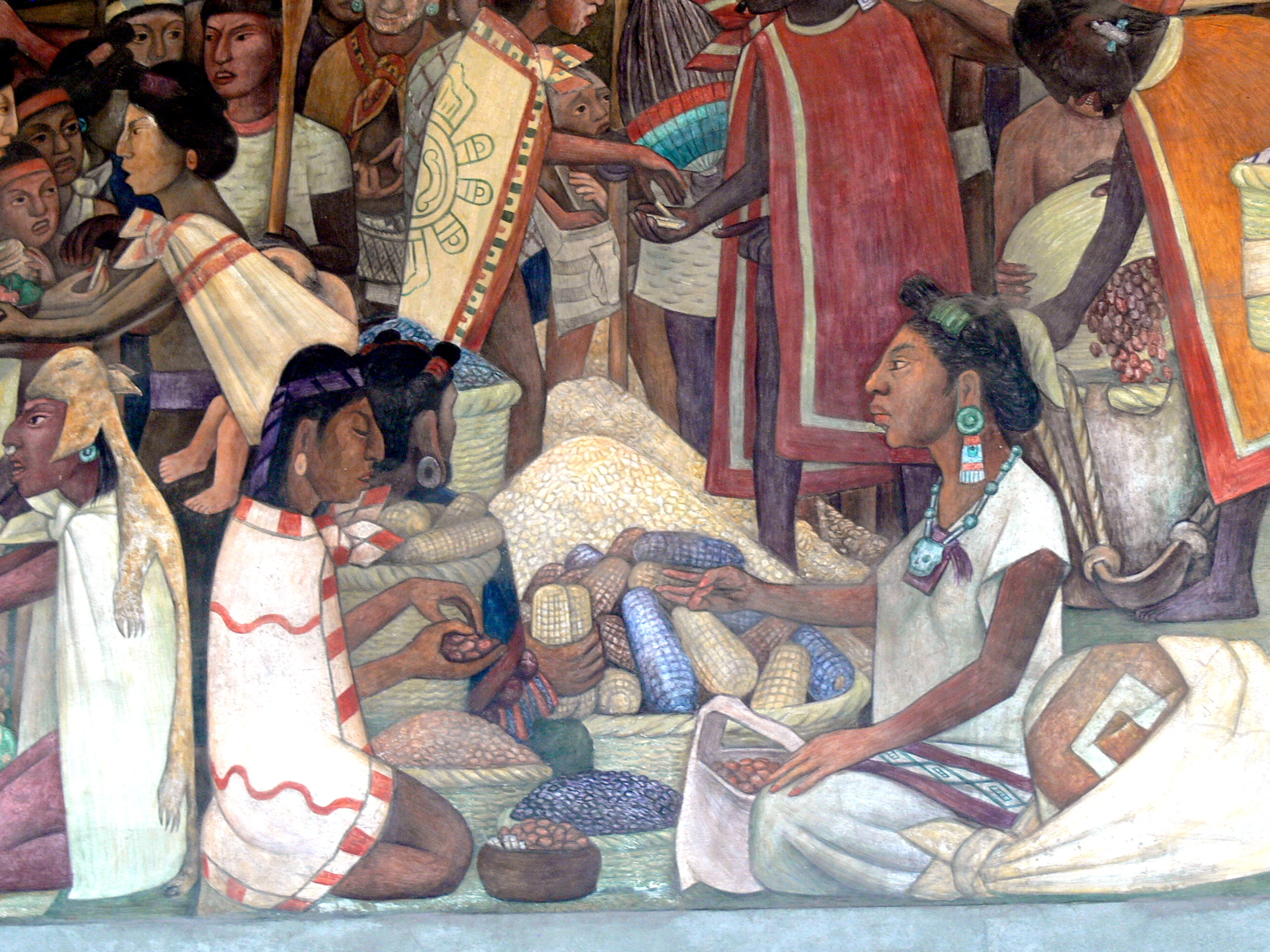
Ацтецький ринок у м. Тлателолко

Торгівля ацтеків — система торговельних взаємовідносин всередині імперії ацтеків та з їх сусідами у вигляді обміну товарами і за визначену платню бобами какао.

## Причини виникнення. Особливості
Початку та подальшому розвитку торгівлі сприяло поступово посилення урбанізації ацтекского суспільства, яке дуже залежало від ступеня рухливості різних організацій суспільного виробництва, активності обміну. Поступово торгівля почала відігравати роль важливого механізму у здійсненні руху, розподілу всіх видів продукції. Свою роль зіграло також об'єктивне ускладнення самої економічної структури суспільства, зародження поділу праці та технологічної спеціалізації в сільському господарстві і ремеслі, що робило необхідної торгівлю. Покровителем торгівлі було своє божество Якатекутлі.
Значення торговельних зв'язків особливо зросло, починаючи з кінця XV ст. Це також пов'язано із зростанням імперії, відповідно збільшення попиту великого тлатаоні (імператора) і вищої знаті. Завдяки останні отримували екзотичні товари, що не вироблялися в межах ацтекської імперії. Так, з районів сучасної Гватемали, завдяки торгівлі володарі отримували пір'я тропічних птахів, дорогоцінне каміння.
У міста імперії кожного дня доставлялося багато різної продукції: продукти харчування, ремісничі вироби, різноманітна сировина. Відповідно до сучасних досліджень близько 40 % необхідних продуктів мешканці столиці Теночтітлану отримували через ринок, а решта у формі доходів від податків і данини. Інша столиця імперії — Тескоко — забезпечувалася завдяки торгівлі та данини на 90 % та 10 % населення відповідно.
Торгівля вирішувала проблему забезпечення всім необхідним населення Мексиканської долини, де, за деякими підрахунками, було зосереджено до 2 млн чоловік. В межах долини як центру ацекської держави торгівля відігравала велику роль, ніж одержувана данина, в той час як в зв'язках з іншими районами данина мала більше значення, ніж торгівля.

## Ринок. Почтека
Ринки в ацтеків мали назву тіанкуіцтлі. Спочатку на них відбувався незначний обмін. У Теночтітлані ринкова площа перебувала спочатку перед будинком тлатоані, а після того як Ашайакатль підкорив Тлателолко, головним став його ринок, тим більше що Теночтітлан і Тлателолко розділяла тільки ширина каналу. Ринок, за описом одного з очевидців та учасників Конкісти, був в 3 рази більше, ніж в Саламанці того ж часу. У столиці було ще щонайменше три великих ринки та багато дрібних міських районних торговельних точок.
У торгівлі повторювалося вплив ідей Потрійного союзу. В залежності від могуті члени союзу контролювали певну кількість торговельних центрів імперії. Під контролем Теночтітлана знаходилося п'ять міст, в чотирьох панував Тескоко, три контролював Тлакопан.
На найважливіших ринках в Теночтітлані, Тескоко, Тлакопан та ін. торгівля йшла щодня. При цьому зазвичай найбільш велика торгівля організовувалася раз в 5 днів (4 рази протягом 20-денного ацтекського місяця), в дні, пов'язані з календарними знаками «дім», «кролик», «очерет», «кремінь» (такі ринкові дні називалися inacuil tianquiztli — «ринок п'яти» [днів]). У невеликих містах найбільші ярмарки влаштовували 1 раз на 20 днів, тобто 1 раз на місяць. Продуктові ринки працювали щодня, а в певні дні можна було купити і продати все інше (на великих ринках більш ніж 100 видів товарів). Це викликано було внутрішніми причинами. Рядові дрібні виробники не могли щодня відволікатися на торгівлю, тому вибиралися певні, найбільш підходящі (у тому числі і сприятливі з релігійної точки зору) дні. Щоб не заважати взаємній торгівлі, сусідні міста влаштовували ринки в різний час. Цією обставиною ефективно користувалися бродячі торговці, плануючи свою комерцію. На ринках пропонувалася як товар і робоча сила, тобто існувала практика найму професійних носильників-тламеме, жінок — ткаль і пряль.
Найвідоміші ринки работоргівлі в межах Мексиканської долини знаходилися у містах Аскапоцалько та Ісокані, Чолула славилася прикрасами з пір'я, виробами з дорогого каміння, Тескоко — одягом, тканинами, керамікою, Тепейак — птахами, Аколман — собачок, які йшли як в їжу, так і використовувалися в ритуалах.
На ринках діяли особливі інспектори, «керуючі ринками» (тіанкуіцко тейанкуе), які стежили за тим, щоб кожен товар продавали в межах ринку і в певному торговому ряду. Це не стосувалося лише маїсу. Спеціальний ринковий суд знаходився тут же в одному з приміщень і складався з 10-12 суддів — торговельних старійшини (почтека тлатокуе). За крадіжку на ринку карали суворіше, ніж за аналогічні злочини в інших місцях: зазвичай це була смерть. За давнім звичаєм ринок був особливим місцем, де повинні були дотримуватися закону миру з огляду на те, його відвідували не тільки свої, але і чужинці.
Із зростання кордонів імперії видозмінювалося та розширювалася данина, що накладалася на міста. Це змушувало місцеве, підконтрольне ацтекам, населення звертатися до ринку з тим, щоб обміняти свою продукцію і виконати всі статті зобов'язань перед Теночтітланом. Так, містяни Іспатепека проходили більш 140 км, щоб виміняти золотий пісок, нефрит; жителі з Тонамека, що розташовувався в низинних, східних районах ацтекської держави, відправлялися на нагір'я спеціально за одягом, кукурудзою, які потім у своєму регіональному центрі, м. Тототепек, віддавали ацтекам у вигляді данини; те ж саме робили жителі Пошутли, вимінюючи свою мідь на бавовну.
В результаті зростання потреб в обміні виник прошарок спеціальних посередників-торговців, завдяки яким відбувалася усю внутрішня та зовнішня торгівля. Вони називалися почтека Їх діяльність контролювалося державою. Поступово почтека перетворювалися на важливу соціально-економічну частку ацтекського суспільство, створюючи навіть свої організації на кшталт гільдій. Водночас існували вільні мандрівні почтека, що займалися дрібною торгівлею (тланекуіло). На місцевому ринку торгували головним чином так звані тланамакак, тобто «ті, які самі виробляли продукцію» (частіше в невеликій кількості). Серед них зазвичай більше було жінок.

## Розвиток торгівлі
За першого відомого володаря міста-держави Теночтітлан — Акамапічтлі — відбувалася торгівля із сусіднім містом-державою Тлателолко. За тлатаоні Уіціліуітля торгівля ацтеків вийшла до мексиканську долину (зокрема відбувалося торгівля з племена на території сучасного штату Морелос і Куаунауака) — ацтеки за допомогою купців стали отримувати какао, бавовну, тропічні фрукти.
Починаючи з великого тлатаоні Іцкоатля, коли було утворено Потрійний союз, з'являється і початкова організована державна комерція. У зв'язку з активним процесом соціального розшарування, з'являється попит вже і на предмети розкоші, прикраси. Величезне значення мало і підпорядкування міста-держави Аскапоцалько, відомого вже тоді ринком работоргівлі. В подальшому були приєднані райони із містами, що стали центрами значних ринків харчів — Шочимілко і Чалко-Амекамекан.
Стрімкий розвиток торгівлі відбувся за володаря Монтесуми I, який підкоривши землі в сучасних штатах Оахака, Герреро та Веракрус, сприяв збільшенню кількості товарів, перш за все харчів та золота, на ринках. Водночас було забезпечено нормальне, мирне пересування почтке шляхами від Мексиканської затоки до Тихого океану. Наступні імператори продовжили цю політику, підкорюючи нові землі та міста, в яких зберігали існуючи вже ринки, надаючи їм статус загальнодержавних. За великого тлатаоні Ахвіцотля ацтеки отримали можливість встановити зовнішню торгівлю з містами-держави на території сучасної Гватемали. На час іспанського завоювання ацтекська продукція поширилася по всій території Центральної Мексики, контрольованої Теночтітланом і його союзниками.
Торгові шляхи починалися в столиці Теночтітлан, з яким був пов'язаний важливий порт на північно-східному узбережжі оз. Тескоко — м. Чиконаутла. Через нього йшла важлива дорога зі столиці в долину Теотіуакана і далі на схід і південний схід.

### Зовнішня торгівля
У зовнішній торгівлі були напрямки пріоритетні і менш бажані для товарообміну, зокрема північний захід, де ацтекам протидіяли тараски з Мічоакана. Основними напрямками зовнішніх торговельних зв'язків вважалися південний і південно-східний. На узбережжі Мексиканської затоки найважливішим пунктом міжнародної торгівлі був Шікаланко. Звідси надходили на ринок зерно какао, пір'я тропічних птахів та ін. До моменту Конкісти в Шікаланко відзначалися ознаки деякого домінування ацтеків, тим не менше район залишився в значній мірі нейтральним, будучи, на думку дослідників, на кшталт порто-франко Месоамерики. Значну роль у торгівлі ацтеків з майя відігравало місто Соконуско на тихоокеанському узбережжі. У внутрішніх областях півострова Юкатан настільки ж важливим для обміну був район Акалан. Мали значення й інші пункти міжнародної торгівлі південного і південно-східного напрямку.
Важливим пунктом на шляху в основні центри південній торгівлі було м. Точтепек (сучасне Тучтепек, штат Оахака). Після Точтепека шляху торговельних караванів розходилися: одні йшли на тихоокеанське узбережжя в Соконуско, інші — на атлантичне в Шікаланко. Після Точтепека торгові каравани перетворювалися у своєрідні військові експедиції, бо подальший шлях був небезпечний.
Теночтітлан і Тлателолко мали монополію в торгівлі тропічними продуктами з атлантичного і тихоокеанського узбереж, водночас дозволяли іншим містам вести міжнародну торгівлю за іншими статтями товарів.
Особливою зовнішньою торгівлею була торгівля з державами — ворогами ацтеків — Чолула, Тлашкала і Уескоцінко, які імперія ацтеків оточувала з чотирьох сторін. З ними була відсутня систематична торгівлі, але не відбувалося повного скасування обміну взагалі. З Тлашкали, наприклад, в Тлателолко надходили маїс і особливо кошеніль, яка вважалася найкращою у всій стародавній Мексиці; там же можна було купити і маїс з Мічоакана. У самій Тлашкалі знаходився відомий ринок у Осетелулко.

### Структура торгівлі
Основу експорту ацтеки були: раби (чоловіки, жінки, діти), багаті чоловічі і жіночі одежі, прикраси із золота, дорогоцінного каміння, шкіра, хутро кролика, мідні дзвіночки, мідні та обсидіанові прикраси, голки, гребені, ножі, охра, кошеніль, гарбузовий посуд.
Імпорт складався з яскравого пір'я тропічних птахів, дорогоцінного камені, какао, золото, дорогих шкір рідкісних хижаків. На противагу експорту імпортували головним чином сировину або принаймні намагалися це робити. Важливу роль у відігравало золото, основна його маса або обмінювалася на ринках, або надходила у вигляді данини. Але золота не вистачало, тому, на думку дослідників, ацтеки ходили за ним до сучасної Коста-Рики.